# Hans Brun

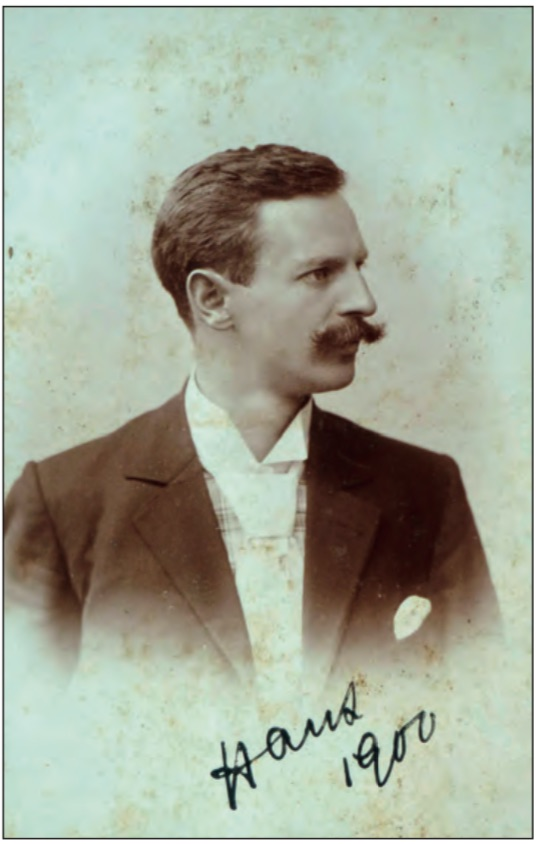
Hans Brun (1874–1946)

Hans Brun (* 17. Juni 1874 in Luzern; † 23. Juni 1946 ebenda) war ein Schweizer Pionier der Knochenchirurgie und Bergsteiger.

## Leben
Hans Brun studierte Medizin an der Universität Zürich, absolvierte seine chirurgische Fachausbildung bei Rudolf Ulrich Krönlein am Universitätsspital Zürich und habilitierte sich 1913 bei seinem Nachfolger Ferdinand Sauerbruch.
Als leitender Militärchirurg leistete er mehrere Einsätze im Ersten Balkankrieg (1911–1913) als Leiter einer Schweizer Rotkreuzmission und im Ersten Weltkrieg (1914–1916) u. a. als Leiter des Deutschen Festungslazaretts in Strassburg.
Ab 1916 leitete er die Schweizer Armeesanitätsanstalt in Luzern und das Spital für in der Schweiz internierte ausländische Militärangehörige. Hier gründete er erstmalig eine orthopädische Rehabilitationsabteilung.
Als klinischer Forscher und Chirurg war Brun einer der Wegbereiter der Pseudarthrose- und Knochenbruchbehandlung. Er erforschte u. a. im Bereich der Knochenregeneration, u. a. zusammen mit dem Pathologen Otto Busse.
Er war Mitbegründer und Ehrenmitglied der Schweizerischen Gesellschaft für Chirurgie (SGC).
Hans Brun war ein begeisterter Bergsteiger, dem einige Erstbegehungen gelangen. Er war Gründungs- und Ehrenmitglied des Akademischen Alpen-Clubs Zürich.

## Erstbegehungen (Auswahl)
- 19. September 1895 Rosenhorn Nordgrat. Mit Joseph Liniger und Hans Schilling
- 1897 Gross Windgällen, Nordwand. Mit Eduard Wagner
- 1901 Kammlijoch, Erste Überschreitung. Mit Friedrich Weber und Hermann Pfister
- 1901 Wasenhorn, Südostgrat und Traversierung. Mit Otto Fischer und Friedrich Weber

## Publikationen
- Hans Brun: Das Rosenhorn über den Nordostkamm.  In: Jahrbuch des Schweizer Alpenclub 1896.
- Hans Brun: Kriegschirurgische Mitteilungen aus dem Völkerkriege 1914/15.  F.C.W. Vogel, Leipzig 1915.